# Märgel

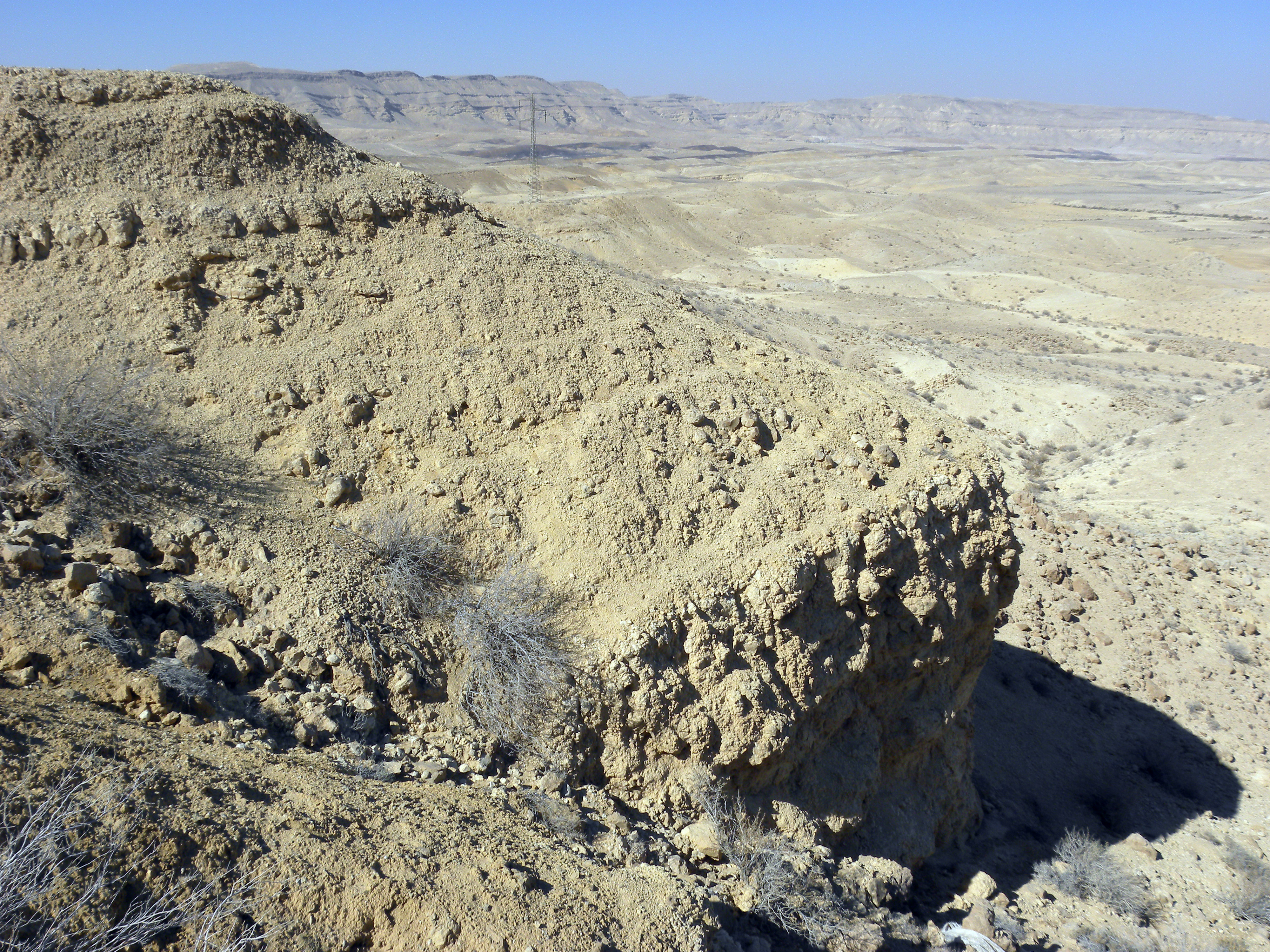
Märgel

Märgel (latin marga) är en form av kalksten som bildats av kalkslam och innehåller höga halter av kalciumkarbonat och lera, som även kan vara mer eller mindre sandblandad. Största utbredningen har istidens märgelavlagringar där det rör sig om främst moränmärgel och diluvialmärgel.

## Benämningar
Märgel är i rent petrografisk bemärkelse varje genom närvaro av större eller mindre mängd kolsyrad kalk (och kolsyrad talk) karakteriserad berg- eller jordart, som i övrigt huvudsakligen utgörs av lerbeståndsdelar. Så benämns till exempel en kalksten eller dolomitmärgel, då lerhalten uppgår till 20–60 procent. Till texturen kan märgeln vara såväl tät som jordartad. Alltefter rikligare närvaro av den ena eller den andra beståndsdelen eller föroreningen kallas bergarten kalkmärgel (med högst 25 procent lera), dolomitmärgel (med övervägande dolomithalt), lermärgel (ända till 80 procent lerhalt), sandmärgel och så vidare. Lager av märgel finnas inom de flesta geologiska lagersystem eller formationer i många länder. I Sverige är sådan känd från silur-, trias-, rät-, lias-, krita- och kvartärsystemen.
I mer vidsträckt och agronomisk bemärkelse förstås under benämningen märgel varje jordart (och bergart), som innehåller kolsyrad kalk (och talk) i sådan grad (från några få ända till 30 procent och mera), att den kan få användning som jordförbättringsmedel på kalkfattig åkerjord. Inom Sverige vanligast är den senglaciala varviga märgeln, ishavsmärgel, ävensom moränmärgel eller kalkhaltig moränlera. Ishavsmärgeln, som är stenfri, förekommer med ganska stor utbredning inom flertalet av Sveriges södra och mellersta landskap; moränmärgeln, grus- och stenblandad, är hittills mest känd och använd inom Skåne, men finns även i Roslagen, Småland, Östergötland och så vidare. Båda kan hänföras till lermärgel. I Skåne och på några andra ställen finnes en kalkhaltig sand (glacialsand och diluvialsand), sandmärgel, En till kritsystemet hörande glaukonitförande, kalkrik bergart samt flerstädes hopade massor av söndergrusad kritkalk har i Skåne och Halland använts som jordförbättringsmedel under namn som kalkmärgel eller kritmärgel. Materialet i de bankar eller avlagringar av hela och söndergrusade skal av snäckor och musslor, som inom de flesta av Sveriges landskap här och där har samlats på platser som förr utgjort strandsluttningar, inte sällan högt över nuvarande havsnivå, benämns vanligen skalgrus och snäckmärgel. Även snäckförande kalkgyttja kallas ibland snäckmärgel.

## Kemisk sammansättning

### Märgel i Danmark
Analyser av märgel från 6 platser i Danmark. Kalciumkarbonat 13-57 %, fosfor 290-580 ppm, kalium 0,1-0,4 %, mangan 230-850 ppm, koppar  9-34 ppm.

### Märgel i närheten av Stockholm och Enköping
Analys av märgel från 20 olika platser.
Kalciumkarbonat 4,4-12,9 %, magnesiumkarbonat 0,4-4,4 %, fosfor 0,04-0,07 %.

## Indelning av märgel

### Indelning efter sammansättning
1. Kalkmärgel, 2. Sand- och grusmärgel, 3. Grusig lermärgel. 4. Finkornig lermärgel.

### Indelning efter ursprung
1. Diluvial märgel  2. Moränmärgel,  3. Paleoceanisk märgel, 4. Märgel härstammande från yoldiahavet.

## Kalkmärgel
En märgel med särskilt stor halt av kalciumkarbonat är kalkmärgel. Dess färg är oftast ljust gulaktig eller gråaktig. Kalkmärgel kan förekomma i olika geologiska formationer och kan ibland vara tydligt lagrad (kalkskiffer), som i den kända litografiska stenen vid Solnhofen i Tyskland, som tillhör juraformationen. Märgel är dock i de flesta fall jordartad.

## Användning
Märgel grävdes tidigare upp ur marken i så kallade märgelgravar som jordförbättring i syfte att ge jorden ett önskat pH-värde och räknas som en föregångare till kalkstensmjöl. AB Visby Cementfabrik tillverkade Portland-cement av märgel och kalk i proportionerna 2:3. Märgel kan även användas som slipmedel.[källa behövs]